# Entoloma strictum
Entoloma strictum är en svampart som beskrevs av G. Stev. 1962. Entoloma strictum ingår i släktet Entoloma och familjen Entolomataceae.   Inga underarter finns listade i Catalogue of Life.